# 瑙吉韦莱格
瑙吉韦莱格，是匈牙利费耶尔州所辖的一个村。总面积13.17平方公里，总人口678，人口密度51.5人/平方公里（2011年1月1日）。